# Point Prim
Point Prim est une communauté dans le comté de Queens sur l'Île-du-Prince-Édouard, au Canada, au sud-est de Charlottetown.